# سوبرامانیام کیست؟
سوبرامانیام کیست؟ 
(به تلوگویی: Yevade Subramanyam) یا (به انگلیسی: Who is Subramanyam?) فیلمی هندی محصول سال ۲۰۱۵ و به کارگردانی گوتام واسوداو منون است. در این فیلم بازیگرانی همچون نانی، مالویکا نایر، ویجی دوراکوندا، ریتو وارما، کریشنام راجو و نثار ایفای نقش کرده‌اند.